# Komary
Komary (deutsch Schnakenburg) ist eine Siedlung im Danziger Stadtbezirk Wyspa Sobieszewska in der Woiwodschaft Pommern in Polen.

## Geographie

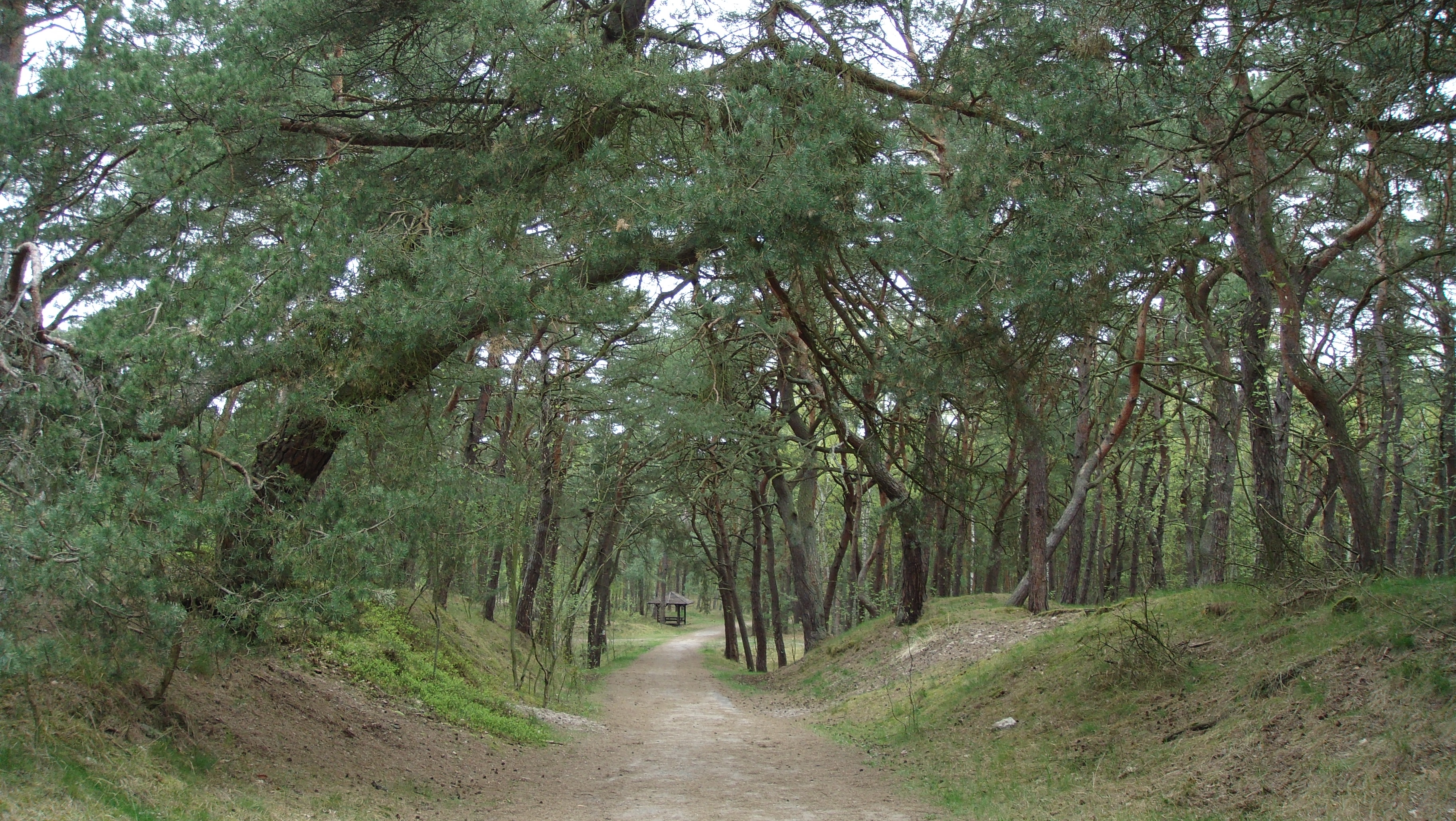
Fußweg zum Strand

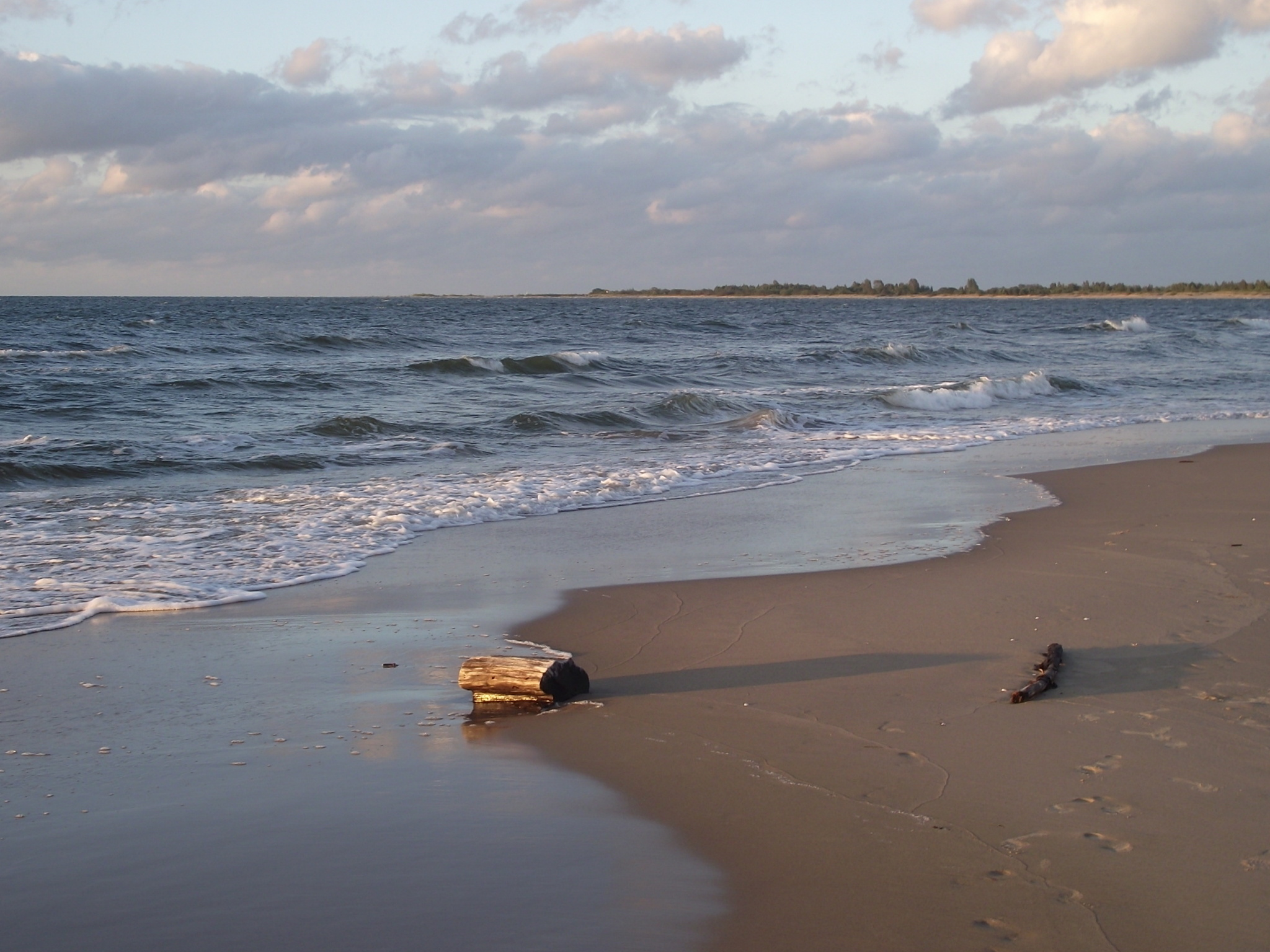
Strand und Blick zur Weichselmündung

Der Ort liegt etwa 17 Kilometer östlich der Stadtmitte Danzigs zwischen Wieniec (Kronenhof) im Westen und Świbno (Schiewenhorst) im Osten. Er liegt im Norden des Żuławy Wiślane (Weichsel-Nogat-Delta) auf der Danziger Nehrung. Im Norden grenzt er an Teile von Orle (Wordel), im Südosten an Przegalina (Einlage). Die Gemarkung erstreckte sich nach Süden über die  Wyspa Sobieszewska (Bohnsacker Insel bzw. Neue Binnennehrung) bis zum Ufer der Martwa Wisła (Tote Weichsel). Im Süden liegen auf dem jenseitigen Ufer des Flusses Trzcinisko (Schönrohr) und  Błotnik (Schmerblock). Ein bewaldeter Dünengürtel trennt den Ort vom Strand der Ostsee.

## Geschichte
Bohnsack wurde 1410 als Bonensack erwähnt. Es war seit 1454 ein Kirchdorf der Stadt Danzig. Ebenso gehörten Wordel, Schnakenburg und Schiewenhorst zu den Stadtdörfern. Das Gebiet war an Danziger Bürger verpachtet. Es kam ab der zweiten Hälfte des 16. Jahrhunderts und im 17. Jahrhundert in den Besitz der Familie Wider (Wieder). Das Dorf wurde 1614 als Schnekenburg und neun Jahre später als Schnakenburg erwähnt. Vor dem 17. Jahrhundert floss ein Weichselarm an Schnakenburg vorbei. Sein Überrest ist der noch heute existierende Bach Młynówka (Mühlengraben), auch Sobieszewska Łacha genannt. Im Jahr 1762 wurde es in Groß und Klein Schnakenburg aufgeteilt.
Mit der zweiten Polnischen Teilung wurde das Gebiet der Stadt Danzig 1793 von Preußen annektiert. In den Jahren von 1807 bis 1813 gehörte Schnakenburg zur Republik Danzig. Im Jahr 1819 hatte der Ort 20 Häuser und 183 Einwohner. Das Gebiet südlich des Dünenstreifens der Nehrung war Landgewinnungsmaßnahmen unterworfen. Mit der Schließung des Deichs um die ehemalige Außennehrung wurde es im 19. Jahrhundert zur Neuen Binnennehrung, im Gegensatz zur Alten Binnennehrung bei Steegen. Die Deiche zogen sich 1885 von Bohnsack bis nach Fischerbabke.
Am 1. Januar 1874 wurde die Kreisordnung für die Provinz Preußen eingeführt, diese wurde vier Jahre später wieder in die Provinzen Ost- und Westpreußen geteilt. Am 25. April 1874 wurde der Amtsbezirk Einlage gebildet. Schnakenburg war eine Landgemeinde im Landkreis Danzig (ab 1887 Kreis Danziger Niederung). Die Einwohnerzahl stieg von 266 (in 1885) auf 379 (1905) über 359 (1910) auf 528 (1929). Zuständig war das Amtsgericht Danzig. Evangelische waren nach Bohnsack (Sobieszewo) eingepfarrt, Katholiken nach Fürstenwerder. Die Pfarrkirche in Sobieszewo wurde 1947 katholisch geweiht.
Kreis und Amtsbezirk wurden gemäß den Bestimmungen des Friedensvertrags von Versailles am 10. Januar 1920 an die Freie Stadt Danzig abgetreten. Im Jahr 1923 lebten in 116 Gebäuden 500 Menschen. Nach dem deutschen Überfall auf Polen kam das Gebiet von 1939 bis 1945 völkerrechtswidrig zum Reichsgau Danzig-Westpreußen und in der Folge des Zweiten Weltkriegs an die Republik Polen. Am Kriegsende befand sich dort ein deutsches Feldlazarett. Die deutschen Ortsbewohner wurden vertrieben. Ein beträchtlicher Teil war jedoch geflohen, da die Nehrung bis zum 9. Mai 1945 zum Kampfgebiet gehörte. Ab 1945 trug der Ort den polnischen Namen Szczekanowo. Zwei Jahre später wurde Komary (deutsch Stechmücke, Schnake) der amtliche Name. Im Jahr 1950 lebten in 48 Gebäuden 294 Menschen.  Am 1. Januar 1973 wurde das Gebiet bis zum Weichseldurchstich in die Verwaltungsgrenzen der Stadt Danzig eingegliedert.

## Tourismus und Verkehr
Komary ist es ein Schul- und Ferienort mit Campingplatz. Es hat ein Forstamt und zwei historische Häuser aus der ersten Hälfte des 19. Jahrhunderts.
Komary liegt an der Woiwodschaftsstraße 501 von Danzig nach Krynica Morska (Kahlberg-Liep) und ist an den städtischen Busverkehr angebunden.